# Petelia cariblanca
Petelia cariblanca là một loài bướm đêm trong họ Geometridae.